# 中島尚彦
中島 尚彦（なかじま なおひこ、1957年（昭和32年） - ）は、日本の実業家、企業家。サウンドハウス創業者。「日本シティジャーナル」編集長。東京都出身。

## 略歴
東京都生まれ。旧・永田町小学校を卒業。武蔵中学校卒業後、1973年、単身でアメリカ合衆国にテニス留学。その後、1970年代のクラシック・ロックに影響を受け、ミュージシャンとしてバンド活動に熱中。南カリフォルニア大学卒業後もギタリストとして演奏活動を続けた。音楽活動の傍ら、ペンシルベニア大学ウォートン・スクール（MBA）、フラー神学大学院（神学修士）修了。1985年よりロサンゼルスにて不動産デベロッパーとして商業物件の売買・開発に従事した。1989年日本に帰国し、新宿区西早稲田にライブハウス、ペトラクラブを創業。1993年、成田市にてサウンドハウスを創業。同社を楽器・音響照明機器業界で国内最大手のインターネット事業に育成した。その後、代表取締役会長として経営指導に携わる。千葉県の地域新聞「日本シティジャーナル」の編集長にも就任。2011 年よりwww.historyjp.comにて日本とユダヤのハーモニーの執筆を手掛け、日本人のルーツと古代史の研究に取り組んでいる。